# Henry Aston Barker
Pour les articles homonymes, voir Barker.
Ne pas confondre avec l'architecte irlandais Henry A. Baker.
Henry Aston Barker, né à Glasgow en 1774 et mort le 19 juillet 1856 à Bitton, est un artiste peintre écossais, paysagiste et panoramiste.

## Biographie
Henry Aston Barker est le fils cadet de Robert Barker, dont il continue l'œuvre.
Il commence à dessiner des dessins panoramiques de la ville d'Edimbourg à l'âge de 12 ans en accompagnant son père en haut de l'observatoire de Calton Hill. 
Il assiste son père dans son œuvre et continue de peindre et d'exposer des panoramas.

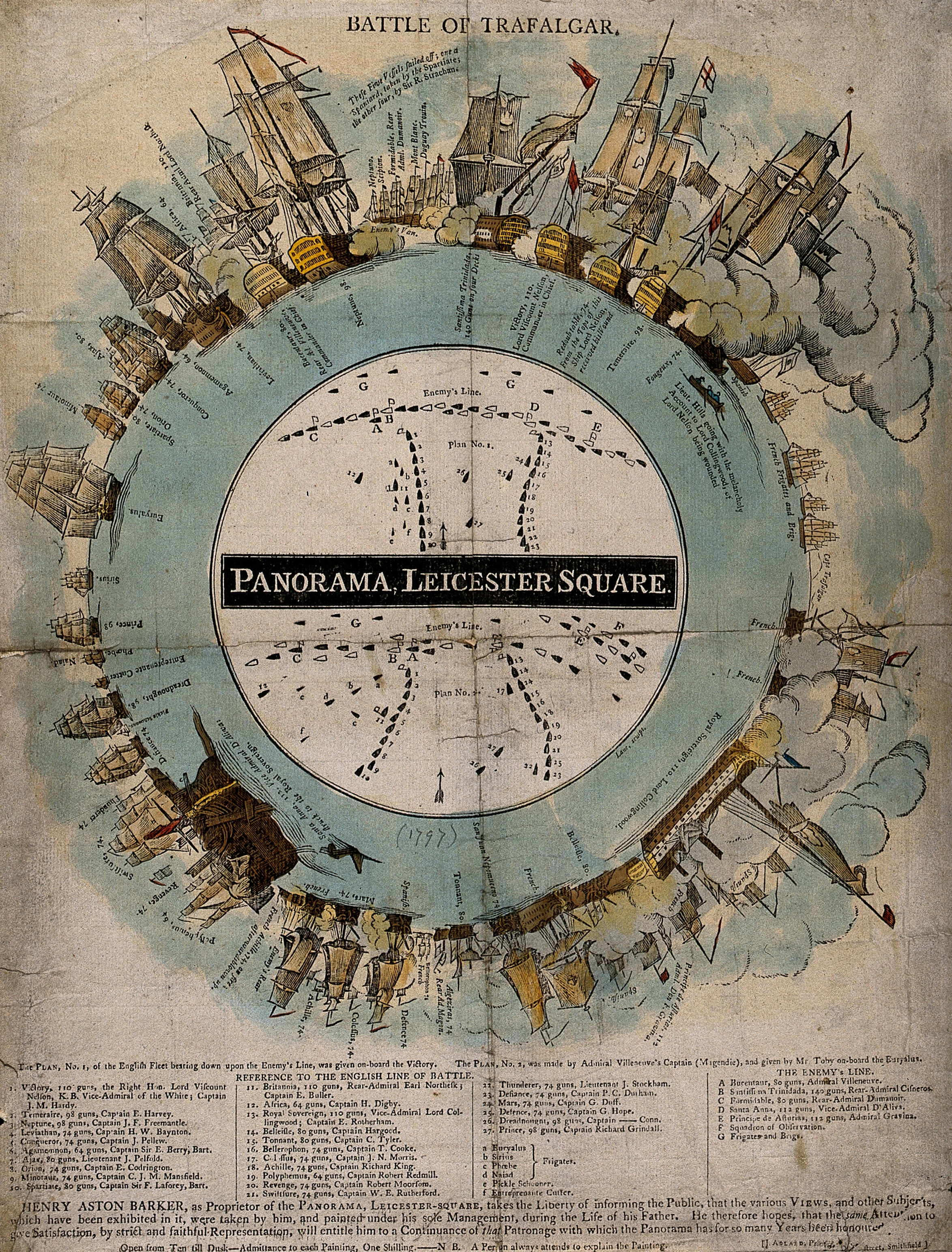
Affiche réalisée par Henry Aston Barker pour promouvoir le panorama de Leicester Square peint par son père Robert Barker.